# Alexander Kraell
 Alexander Kraell (* 13. Mai 1894 in Kirch-Beerfurth; † 9. März 1964 in Darmstadt) war ein deutscher Jurist, als NS-Militärjurist Senatspräsident am Reichskriegsgericht und ab 1943 Chef der Reichskriegsanwaltschaft.

## Werdegang
Kraell besuchte gemeinsam mit Karl Sack ein humanistisches Gymnasium in Bad Kreuznach. Kraell war Teilnehmer am Ersten Weltkrieg und wurde 1919 im Rang eines Leutnants der Reserve entlassen. Sein im gleichen Jahr begonnenes Jurastudium an der Universität Gießen schloss er 1922 mit der Promotion zum Dr. jur. ab (Thema der Dissertation: Die Haftung der Genossen für Schulden der Genossenschaft: Ein Beitrag zum Reichsgesetz betreffend die Erwerbs- und Wirtschaftsgenossenschaft vom 1. Mai 1889). Er wurde 1925 Staatsanwalt in Offenbach am Main. Ab 1930 war er Landgerichtsrat in Darmstadt und trat nach der Machtergreifung der Nationalsozialisten zum 1. Mai 1933 der NSDAP bei (Mitgliedsnummer 2.019.597), woraufhin er zum Oktober 1933 zum Oberstaatsanwalt in Darmstadt befördert wurde. Danach wechselte er 1934 zur Wehrmachtjustiz, wo er Richter am Reichskriegsgericht wurde.
Während des Zweiten Weltkrieges war er ab 1. Oktober 1942 Reichskriegsanwalt und avancierte als Nachfolger von Friedrich Neuroth zum Präsidenten des 2. Senats des Reichskriegsgerichts. Ab 1. April 1943 wurde Kraell vorerst vorübergehend mit der Führung der Geschäfte des Oberreichskriegsanwalts beauftragt. Der Chef der Reichskriegsanwaltschaft war bis Juni 1943 offiziell noch der Reichskriegsanwalt (Oberstkriegsgerichtsrat im Generalsrang) Schrag, der Vertreter von Walter Rehdans im Amt, aber Kraell nahm faktisch bereits seit April die Geschäfte wahr. So fungierte Kraell offiziell erst ab 1. Juli 1943 bis Mai 1945 als Chef der Reichskriegsanwaltschaft. Ab 1. Mai 1944 wurde er zudem zeitweilig als Generalstabsrichter zu den Offizieren im Truppensonderdienst überführt.
Nach Kriegsende kam Kraell von 1945 bis 1947 in Rastatt in französische Untersuchungshaft. Er verfasste 1946 und 1948 Berichte über die Widerstandsgruppe Schulze-Boysen/Harnack, die inhaltlich voneinander abwichen. Kraell gehörte in den 1950er Jahren als Sozius der Anwaltskanzlei des Widerstandskämpfers und späteren Verfassungsrichters Fabian von Schlabrendorff an.

## Rolle in Prozessen gegen Widerstandskämpfer

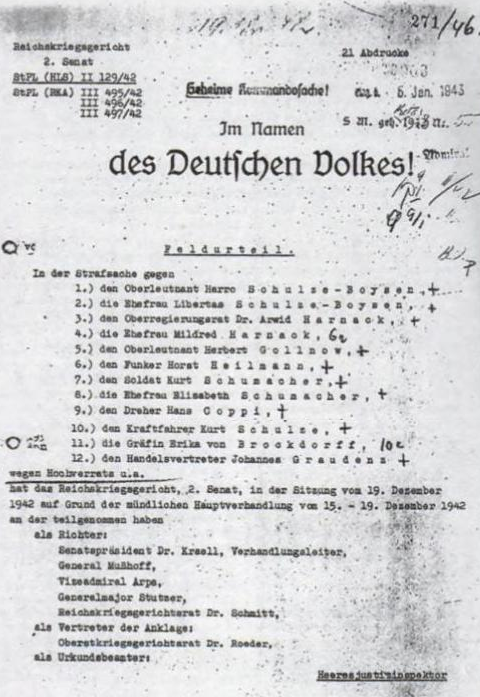
Urteil vom 19. Dezember 1942 gegen Mitglieder der Roten Kapelle, beachte die unterschiedlichen handschriftlichen Markierungen bei Mildred Harnack und Erika von Brockdorff

Als konservativer Militärjurist versuchte Kraell die Wehrmachtjustiz vor allzu offensichtlichen Übergriffen seitens der NS-Willkür zu bewahren, grundsätzliche Opposition gegen den NS-Staat lag ihm jedoch fern. Trotzdem spielte Kraell über seine Bekanntschaft mit Karl Sack, Rudolf Lehmann und Max Bastian eine unbeabsichtigte Helferrolle vor den Verfolgungen von Hans Oster, Hans von Dohnanyi und Admiral Canaris, vor allem weil Kraell die ohnehin bereits geschmälerte Autonomie der Wehrmachtsjustiz gegenüber der Partei und der SS/Gestapo aufrechterhalten wollte.
Kraell war Vorsitzender Richter in den Prozessen gegen die Rote Kapelle vor dem 2. Senat des Reichskriegsgerichts. Obgleich er hierbei mit dem von Göring favorisierten fanatischen Anklagevertreter, Oberkriegsgerichtsrat Manfred Roeder bei manchen Angelegenheiten in Konflikt geriet, war Kraell als Vorsitzender des 2. Senats des Reichskriegsgerichts nichtsdestotrotz für zahlreiche Todesurteile mitverantwortlich, auch für das Todesurteil gegen Cato Bontjes van Beek. Die unter Kraells Vorsitz am 19. Dezember 1942 beschlossene Verurteilung von Mildred Harnack zu sechsjähriger Zuchthausstrafe stieß auf Hitlers Ablehnung, weshalb Kraell den Fall an den 3. Senat abgeben musste, der schließlich am 16. Januar 1943 doch die Todesstrafe verhängte.